# انحراف شست
انحراف شست یا هالوکس والگوس (به انگلیسی: Bunion یا Hallux valgus) که در فارسی به آن قوز شست پا و شصت کجی هم گویند، نوعی بدشکلی انگشت شست پا است. هالوکس والگوس یا قوز شست پدیده شایعی در انگشتان پا است و ۹۰٪ موارد آن در زنان اتفاق می‌افتد.
بیرون‌زدگی مفصل انگشت شست پا از مهم‌ترین بیماری‌های انگشتان پا است که در اثر فشار بلندمدتِ نامتعارف به مفصل (مثلاً با پوشیدن کفش تنگ و نامناسب) ایجاد می‌شود. هرچند پوشیدن «کفش‌های نوک باریک» می‌تواند بیماری را تشدید نماید ولی عامل اصلی زمینه ارثی موجود در خانواده است.

## بیماری‌زایی
بین منابع پزشکی بر سر علت اصلی انحراف شست اختلاف نظر وجود دارد. برخی منابع علت اصلی را پوشیدن کفش نامناسب در طول زمان می‌دانند ولی برخی دیگر علت اصلی را زمینهٔ ژنتیکی در فرد می‌دانند که کفش نامناسب فقط روند پیدایش انحراف شست پا را تشدید می‌کند.
بیماری ممکن است زمینه خانوادگی داشته باشد. کفش نامناسب شامل کفش‌هایی با پنجه تنگ و باریک و کفش‌های پاشنه بلند است که از مهم‌ترین علل ایجادکننده این بیماری به‌شمار می‌آید.
انحراف شست پا که در انگلیسی آن را بانیون می‌نامند، به‌علت فشار ممتد به کنار شست پا و انحراف آن به سمت انگشتهای کناری ایجاد می‌شود. به‌دلیل این فشار بافت‌های اطراف مفصل و غضروف شست پا ممکن است متورم و ملتهب و دردناک شوند.
در تحقیقی متوجه شدند که در فرهنگ‌هایی که پوشیدن کفش چندان رایج نیست، هیچ موردی از وجود انحراف شست پا گزارش نشده‌است و این تحقیق به تئوری کفش نامناسب به عنوان علت اصلی ایجاد انحراف شست پا اعتبار بیشتری افزود
بخشی از برآمدگی و تورم اطراف مفصل شست پا به‌دلیل تورم کیسهٔ بورسا اطراف مفصل یا به‌دلیل رشد استخوان اضافی حول مفصل می‌باشد. بخشی دیگر از این برجستگی در واقع سر استخوان متاتارسال اول است که به سمت جانبی منحرف شده‌است.

## عوامل خطرزا
ریسک فاکتورهایی که باعث افزایش احتمال بروز انحراف مفصل شست پا می‌شوند شامل موارد زیر است:
صافی کف پا، پروناسیون یا چرخش پا به سمت داخل، آسیب‌های قبلی به پا یا شست پا، فعالیت‌هایی که فشار و آسیب غیرمعمول به شست پا وارد می‌کنند مانند رقص باله، اختلالات عصب و عضله در پا و …

## علائم و نشانه‌های بیماری
نشانه‌های بیماری شامل تحریک شدن و قرمزی پوست اطراف برجستگی، درد هنگام راه رفتن، قرمزی و درد موضعی، و در مراحل پیشرفته تر انحراف کامل شست به سمت سایر انگشتان پا است. در ناحیهٔ برجستگی احتمال به وجود آمدن تاول هم در اثر ساییدن پوست به کفش تنگ هم رایج است.
یکی از مشکلات افراد با انحراف پیشرفته شست پا پیدا کردن کفش مناسب و راحت است چراکه بیمار مجبور است کفش‌های سایز بزرگتر از پای خود تهیه کند که بتواند برجستگی اطراف مفصل شست را در کفش جا بدهد. این خود باعث پیدایش مشکلات دیگری هنگام راه رفتن خواهد شد.
وقتی که انحراف شست پا به اندازه کافی شدید و پیشرفته شد، حتی با پوشیدن کفش‌های گشاد هم در نواحی مختلف پا درد ایجاد می‌شود چراکه خود انحراف شست پا باعث ایجاد تغییر در نحوهٔ راه رفتن و بیومکانیک طبیعی عضلات و مفاصل و لیگامان‌های پا می‌شود.

## درمان
در مراحل ابتدایی درمان انحراف شست بیشتر نگهداری و محافظت است. اقداماتی مثل پوشیدن کفش پنجه پهن، کفی طبی مخصوص هر بیمار، اورتاتیک، اورتز‌های مخصوص، استراحت، داروهای مسکن جهت کاهش درد و التهاب و تورم و گذاشتن یخ روی قسمت متورم است. این درمان‌ها بیشتر منجر به کاهش علایم و نشانه‌ها می‌شوند تا اینکه خود اختلال انحراف شست پا را درمان کنند. درمان موارد شدید و دردناک جراحی توسط متخصص ارتوپد یا جراح پودیاتریست است.